# كأس هولندا السياحية 1952
كأس هولندا السياحية 1952 هو سباق دراجات نارية أقيم بتاريخ 28 يونيو 1952 في حلبة أسن تي تي. كان الجولة الثالثة من أصل 8 في سباق الجائزة الكبرى للدراجات النارية موسم 1952. فاز الإيطالي أمبرتو ماسيتي بفئة 500 سي سي بينما جاء البريطاني جيف دوك في المركز الثاني وحصل على المركز الثالث الأسترالي كين كافانا.

## وصلات خارجية
- الموقع الرسمي